# Stars d'Oklahoma City
Les Stars d'Oklahoma City sont une équipe de hockey sur glace qui évolue dans la Ligue centrale de hockey de 1978 à 1982.

## Histoire
L'équipe est créée en 1978 et joue quatre saisons dans la Ligue centrale de hockey avant d'être dissoute en 1982. Elle sert de club-école aux North Stars du Minnesota de 1978 à 1981 puis aux Flames de Calgary en 1981-1982.

## Statistiques
| No | Saison    | PJ | V  | D  | N | BP  | BC  | Pts | Classement       | Séries éliminatoires | Entraîneur  |
| -- | --------- | -- | -- | -- | - | --- | --- | --- | ---------------- | -------------------- | ----------- |
| 1  | 1978-1979 | 76 | 34 | 41 | 1 | 277 | 311 | 69  | 5e               | Non qualifiés        | Ted Hampson |
| 2  | 1979-1980 | 80 | 33 | 44 | 3 | 261 | 268 | 69  | 7e               | Non qualifiés        | Ted Hampson |
| 3  | 1980-1981 | 79 | 39 | 38 | 2 | 312 | 328 | 80  | 4e               | Éliminés au 1er tour | Ted Hampson |
| 4  | 1981-1982 | 80 | 25 | 54 | 1 | 300 | 397 | 51  | 7e, division Sud | Éliminés au 1er tour | Tom McVie   |